# 40 Winks of Courage
40 Winks of Courage – trzeci album studyjny zespołu très.b wydany w 2012 roku.

## Lista utworów
1. The Goose Hangs High – 3:42
2. Strikes, Slips And Faults – 4:13
3. Like Is – 2:56
4. Something To Forget – 4:05
5. Woolgathering – 3:07
6. Head Or Tail – 2:55
7. Let It Shine – 2:46
8. Longing – 3:17
9. Hypercutter – 2:43
10. Wheels And Engines – 3:28
11. Lengthy Diatribe – 2:52
12. Golden Mean – 3:48

## Twórcy
- Misia Furtak – wokal, gitara basowa
- Olivier Heim – gitara, wokal
- Thomas Pettit – perkusja

oraz
- Martin van Dijk - pianino w "Golden Mean"
- Michał Kupicz - nagranie i koprodukcja
- John Golden - mastering

Projekt okładki i oprawa graficzna:
- Monika Baran